# Беверлі Сіллз
Беверлі Сіллз (англ. Beverly Sills; справжнє ім'я Белль Міріам Сильверман, 25 травня 1929 — 2 липня 2007) — американська оперна співачка сопрано, чия техніка бельканто вважалася в період 1950-х — 1970-х однією з найкращих у світі.

## Біографія
Народилася в Брукліні в сім'ї музикантки і страхового брокера. Її батьки були єврейськими іммігрантами з Одеси та Бухаресту. З раннього дитинства відрізнялася здібностями до музики і лінгвістики. Дитиною розмовляла їдишем, російською, румунською, французькою і англійською.
У 3 роки перемогла на конкурсі «Miss Beautiful Baby», на якому співала пісню «The Wedding of Jack and Jill». Почала брати уроки співу у 7 років, а рік по тому співала у короткометражному фільмі Uncle Sol Solves It, звідки взяла свій сценічний псевдонім — Беверлі Сіллз.
Сценічна кар'єра Сіллз почалася в 1945 році на Бродвеї. Через короткий час вона стає зіркою Нью-Йорк Сіті-опери та улюбленицею всієї Америки. Її запрошували і в театри Європи, і на телебачення.
8 квітня 1975 року дебютувала в «Метрополітен-опера». Виконала арію Паміри в опері Россіні «Облога Коринфа». Її виступ викликав овацію тривалістю18 хвилин. Протягом п'яти років Беверлі Сіллз виступила на цій сцені ще понад 100 разів.

## Записи і трансляції
Протягом оперної кар'єри Беверлі Сіллз записала 18 повнометражних опер:
- The Ballad of Baby Doe (Bible, Cassel; Buckley, 1959)
- Юлій Цезар (Wolff, Forrester, Treigle; Rudel, 1967)
- Роберто Деверо (Wolff, Ilosfalvy, Glossop; Mackerras, 1969)
- Лючія ді Ламмермур (Bergonzi, Cappuccilli, Díaz; Schippers, 1970)
- Манон (Gedda, Souzay, Bacquier; Rudel, 1970)
- Травіата (Gedda, Panerai; Ceccato, 1971)
- Марія Стюарт (Farrell, Burrows, L.Quilico; Ceccato, 1971)
- Казки Гофмана (Marsee, Burrows, Treigle; Rudel, 1972)
- Анна Болейн (Verrett, Burrows, Plishka; Rudel, 1972)
- Пуритани (Gedda, L.Quilico, Plishka; Rudel, 1973)
- Норма (Verrett, di Giuseppe, Plishka; Levine, 1973)
- Le siège de Corinthe (Verrett, Theyard, Díaz; Schippers, 1974)
- Севільський цирульник (Barbieri, Gedda, Milnes, Raimondi; Levine, 1974-75)
- Монтеккі і Капулетті (Baker, Gedda, Herincx, Lloyd; G.Patanè, 1975)
- Таïс (Gedda, Milnes; Maazel, 1976)
- Луїза (Gedda, van Dam; Rudel, 1977)
- Дон Паскуале (Kraus, Titus, Gramm; Caldwell, 1978)
- Ріголетто (M.Dunn, Kraus, Milnes, Ramey; Rudel, 1978)